# Tommy Bolin
Thomas Richard 'Tommy' Bolin (Sioux City, Iowa, 1951. augusztus 1. – Miami, Florida, 1976. december 4.) amerikai gitáros. Több együttesben játszott, többek közt a Zephyrben (1969 – 1971), a The James Gangben (1973 – 1974) és a Deep Purple-ben (1975-től 1976-ig).

## Munkássága

### A Deep Purple gitárosaként
Bolin 1975-ben a Teaser című szólóalbum felvétele után lépett be a Deep Purple-be szólógitárosként. Ez a szólólemez hangzásvilágában közelíti a Deep Purple-t, felvételein olyan zenészek közreműködők, mint Phil Collins vagy Jeff Porcaro. Ritchie Blackmore kilépett és Rainbow néven saját együttest alakított, az ezzel megüresedett helyet foglalta el. Ez lett a Deep Purple 4. felállása (Mark 4, röviden Mk. 4), mely rövid életű volt. Egyetlen, viszonylag sikeres nagylemez készült el, a Come Taste the Band, amely újra keményebb hangzásvilágot jelentett az előző Stormbringer után. A koncertturné közben viszont egyre nagyobb problémát jelentett Bolin drogfüggősége: többször előfordult, hogy nem tudták vállalni a fellépést. Az együttes 1976 tavaszán úgy döntött, hogy feloszlik, ami nyáron meg is történt.
Bolin ezután szólókarrierjét folytatta, harmadik szólóalbumán (Private Eyes) dolgozott 1976 végéig. 1976. december 4-én heroin-túladagolás végzett vele.

## Lemezei
Zephyr:
- Zephyr (1969) US: 167#
- Going Back to Colorado (1971) US: 165#
- Live at Art's Bar and Grill (1996)

Energy
- The Energy Radio Broadcasts 1972 (1998)
- Energy (1972) (1999)
- Tommy Bolin & Energy, Live in Boulder / Sioux City 1972 (2003)

James Gang:
- Bang (1973) US: 122#
- Miami (1974) US: 97#

Billy Cobham:
- Spectrum (1973) US: 1# UK: 26#
- Rudiments: The Billy Cobham Anthology (2004) US:-
- Love Child. The Spectrum Sessions (2002) US:-

Alphonse Mouzon:
- Mind Transplant (1975) US: 72#
- Tommy Bolin & Alphonse Mouzon Fusion Jam (Rehearsals 1974)  US Jazz Chart : 1#

Moxy
- Moxy (1975) US: 26#

Deep Purple:
- Come Taste the Band (1975, stúdióalbum) US: 43# UK: 19#
- Last Concert in Japan (1977/1978)
- King Biscuit Flower Hour Presents: Deep Purple in Concert (1995)[1]
- Days May Come and Days May Go (The California Rehearsals Volume 1) (2000)
- 1420 Beachwood Drive (The California Rehearsals Volume 2) (2000)
- Deep Purple: Extended Versions (2000)
- This Time Around: Live in Tokyo (2001)

Nemperor Records
- Teaser (1975)
- Private Eyes (1976)